# 피시돔
피시돔(Fishdom)은 플레이릭스가 2016년에 출시한 모바일 게임이다. 자신이 기르는 물고기를 직접 관리하는 게임으로 퍼즐 게임이다.

## 특징
게임 내에 등장하는 물고기를 직접 기르는 게임으로, 매일 한 번씩 접속할 때마다 보상이 주어지며 또한 퍼즐을 풀 때마다 게임머니를 획득할 수 있다. 또한 미니 게임도 가능하며 레벨을 올릴 때마다 새로운 물고기를 키우고 어항에다 사료주기도 가능하다.

## 같이 보기
- 플레이릭스